# La Liseuse à la fenêtre
Pour les articles homonymes, voir Liseuse (homonymie).
La Liseuse à la fenêtre (en néerlandais : Brieflezend Meisje bij het Venster, littéralement, Jeune fille lisant une lettre à la fenêtre) est un tableau de Johannes Vermeer (huile sur toile, 83 × 64,5 cm). Peint vers 1657, il est signé sur le mur, entre la robe de la jeune femme et le rideau « JMeer ». Il est actuellement exposé à la Gemäldegalerie Alte Meister de Dresde.
Œuvre de transition considérée comme appartenant à la première phase de la création artistique du peintre, elle annonce ses thèmes de prédilection et sa manière caractéristique, ce qui a fait dire à Walter Liedtke qu'« aucun autre Vermeer n'[était] si magnifiquement imparfait ».

## Description
Le tableau représente l'intimité d'une scène d'intérieur. Une jeune femme blonde, debout, lit une lettre devant une fenêtre ouverte, en présentant son profil au spectateur. Seuls les murs du fond et de gauche de la pièce sont représentés.

### Le mur de gauche
Le mur de gauche est percé de deux ouvertures l'une sur l'autre, dont le montant de bois coïncide avec le bord du tableau. Il s'agit en fait de la partie droite d'une fenêtre complète, traditionnelle dans les intérieurs hollandais de l'époque, et telle que Vermeer la représente par exemple dans l’Officier et la Jeune Fille riant. La fenêtre inférieure est grande ouverte vers l'intérieur, vers le mur du fond, et laisse voir ses carreaux sertis de plomb, qui reflètent, dans l'angle inférieur droit, le visage de la jeune femme et le haut de son buste. La fenêtre supérieure, coupée par le cadre en haut, est occultée sur sa hauteur par un premier rideau translucide beige. Un second rideau rouge, beaucoup plus long, tombe du haut, repose sur le montant supérieur de la fenêtre ouverte en faisant des plis, et passe derrière celle-ci.

### Le premier plan

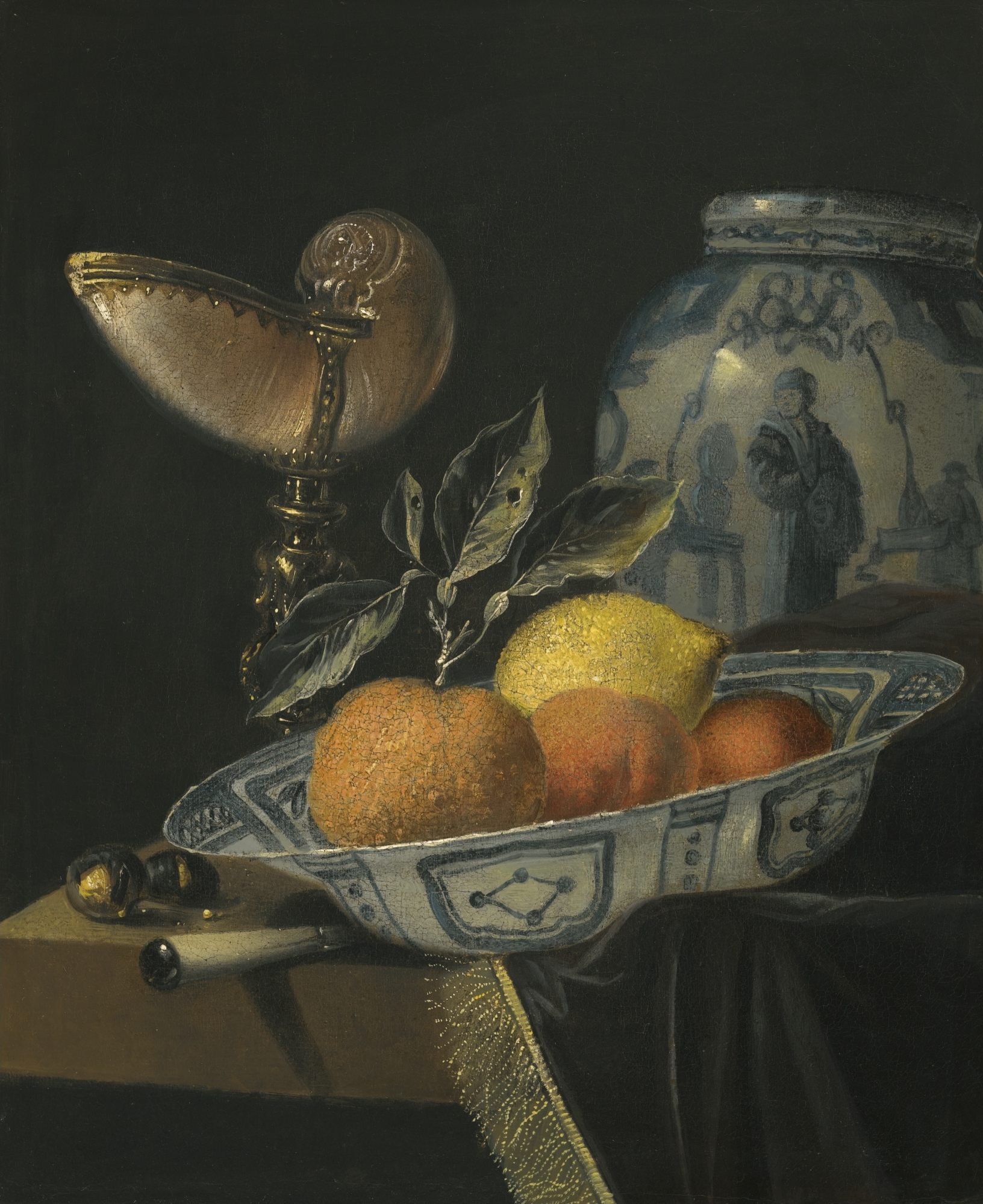
Juriaen van Streeck, Nature morte dans une porcelaine Wan-Li,, collection particulière.

Le premier plan est entièrement barré par une table poussée vers le mur de gauche, dont on ne voit que le plateau supérieur recouvert d'un tapis d'orient — de tels tapis étant au XVIIe siècle bien trop coûteux pour reposer à même le sol. À cheval sur les replis de ce tapis froissé à gauche et sur la table repose une large coupe circulaire en porcelaine chinoise à motifs bleus d'époque Wan-li. Raretés avant les années 1650, puis importées en masse de Chine après ces années, ces porcelaines ont abondamment figuré dans les natures mortes hollandaises, en relançant notamment le genre des vanités qui tombait en désuétude. La coupe comme le tapis, tous deux produits d'importation, sont à considérer comme un indice de l'aisance économique de la maison.

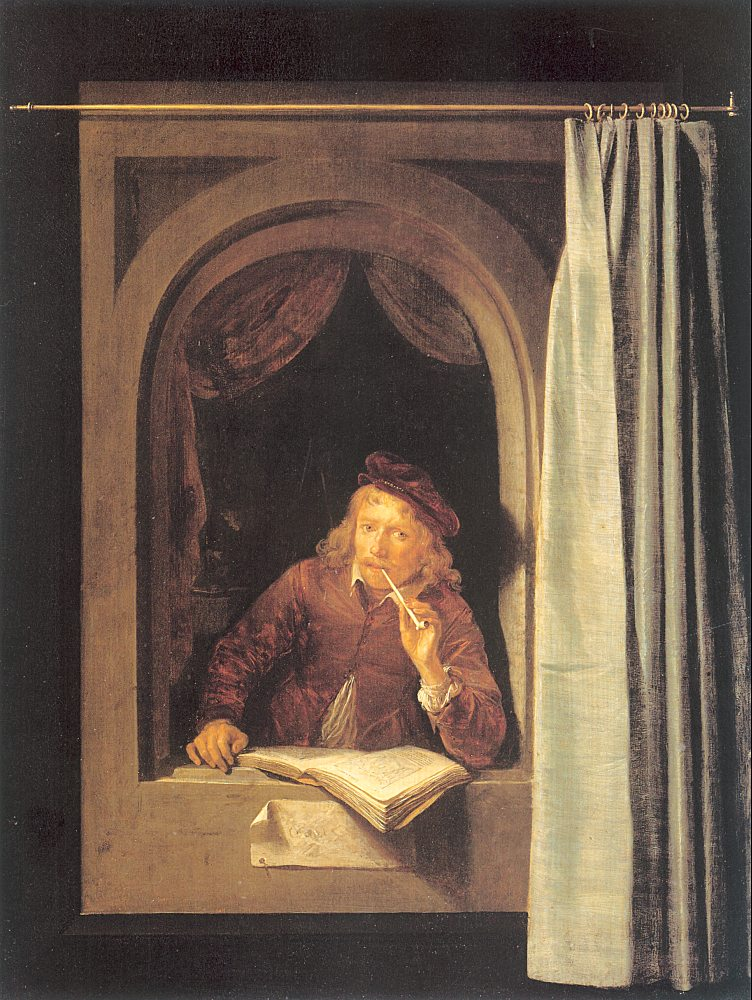
Gérard Dou, Autoportrait à la pipe, vers 1640-1650,, Rijksmuseum Amsterdam.

Cette nature morte comporte des pommes et des pêches placées pêle-mêle, qui débordent de la coupe pour s'étaler sur le tapis. Une pêche coupée en deux et laissant voir son noyau est placée juste devant la coupe, comme à portée de main du spectateur.
La droite de la composition est recouverte, sur près d'un tiers de la surface de la toile, par un long rideau d'un vert olivâtre se terminant par des glands, et fixé en haut par des anneaux enfilés sur une tringle. Ce rideau, peint en trompe-l’œil, fait penser à ceux qui étaient apposés devant les tableaux réels pour les protéger de la lumière, et permet également au spectateur d'évaluer la profondeur de l'espace représenté. Ce dispositif, récurrent dans la peinture hollandaise, et repris par Vermeer dans sept autres de ses toiles, présente des similitudes troublantes avec un autoportrait de Gérard Dou en particulier (vers 1640-1650, 48 × 37 cm, Rijksmuseum Amsterdam).
Albert Blankert rapproche en outre la composition d'un tableau d'Adam Pick, qui serait vraisemblablement passé dans les mains du père de Vermeer, marchand d'art. Ce tableau est aujourd'hui disparu, mais on peut en avoir une idée précise grâce à un dessin de Leonaert Bramer (Amsterdam, Rijksprentenkabinet). La toile de Vermeer partage en effet avec celle de Pick le même type de premier plan avec une table chargée d'objets et un même rideau sur la droite, devant un personnage unique sur un fond uni. L'analyse aux rayons X a en outre révélé que le rideau avait recouvert chez Vermeer un grand verre à vin de type römer, également présent chez Pick.

### Le mur du fond

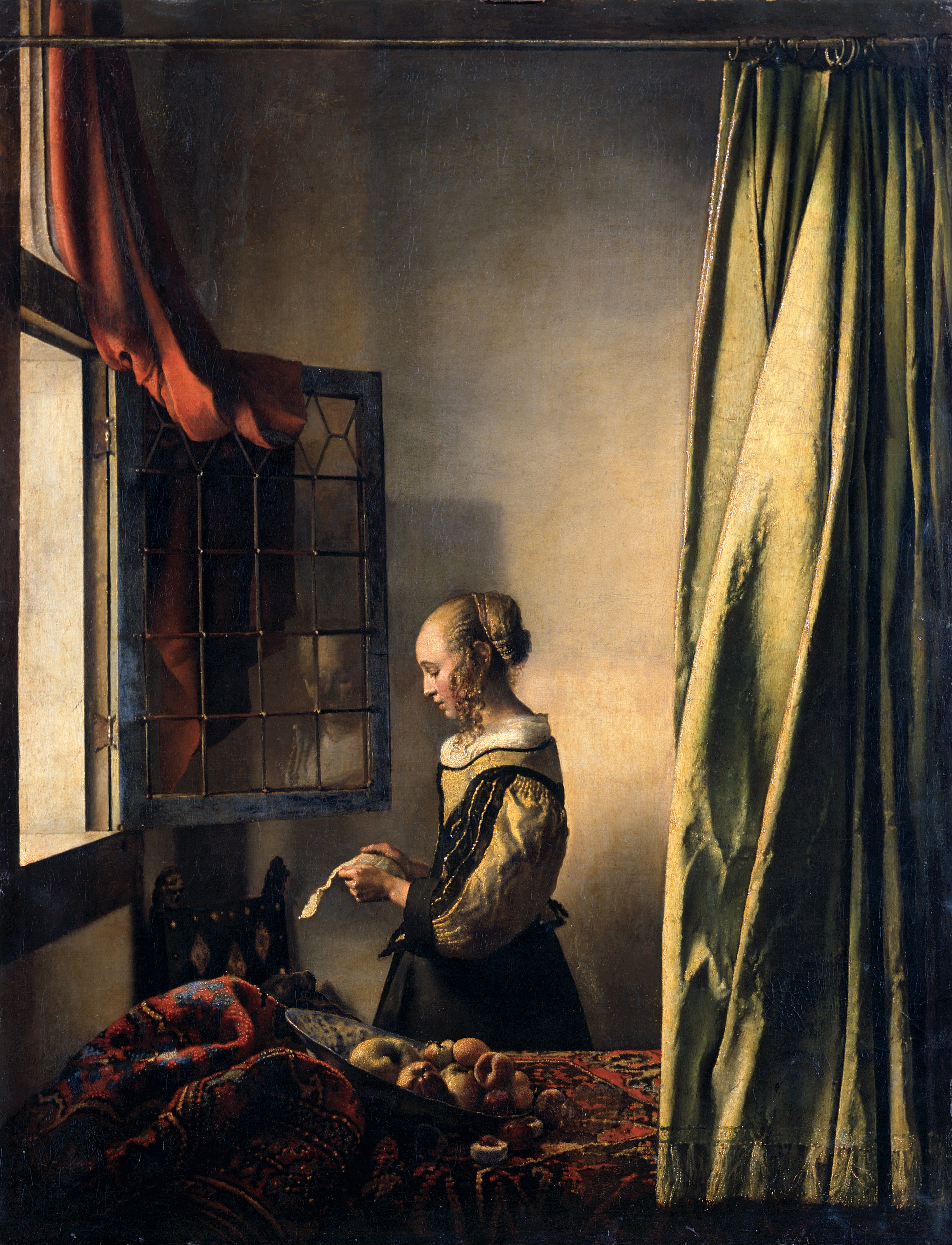
Avant la restauration de 2021.

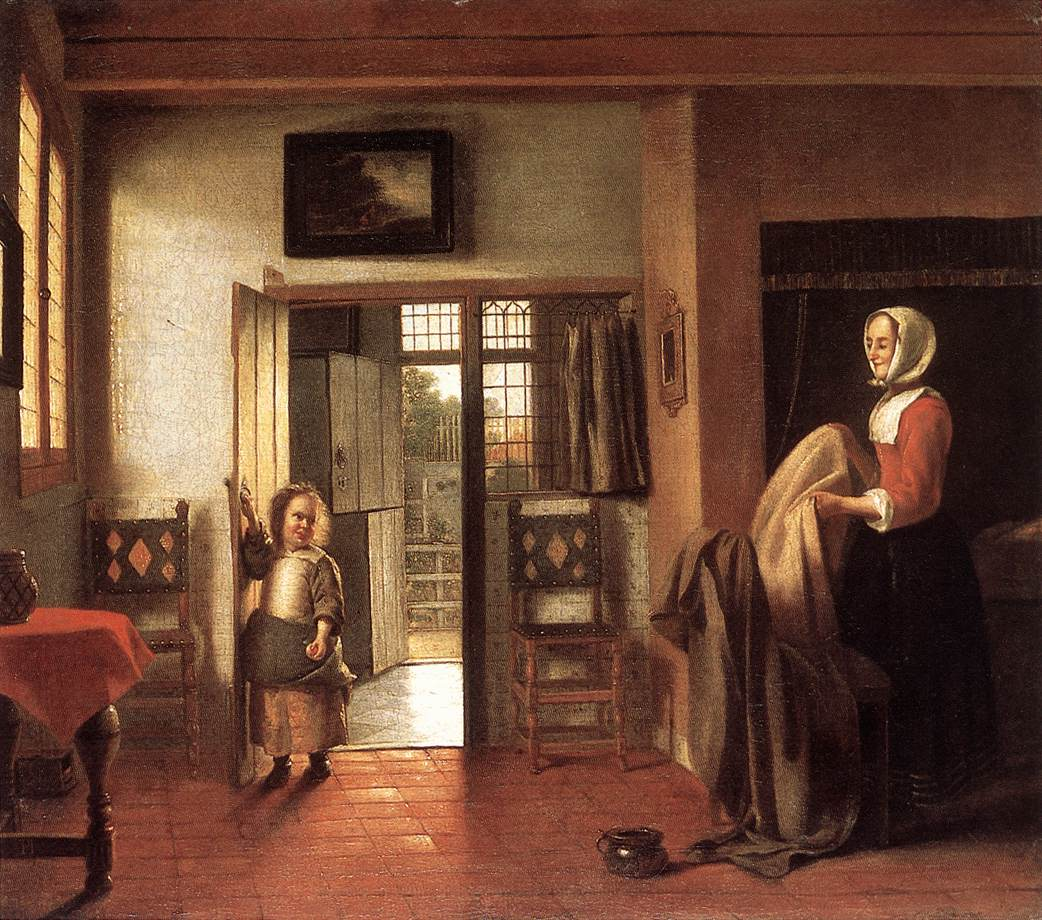
Pieter de Hooch, La Chambre, entre 1658 et 1660,, Staatliche Kunsthalle Karlsruhe.

Le mur du fond est blanc et nu, par opposition au premier plan encombré. Mais, loin d'être uniforme, il enregistre de façon extrêmement fine les effets de lumières et d'ombres justifiés par la fenêtre grande ouverte, pour constituer « l'un des murs vides les plus richement texturés de l'art occidental ».
Une chaise de bois est placée de biais derrière la fenêtre, et coupe l'angle de la pièce. On n'en distingue que le dossier bleu orné de motifs en losanges jaunes, la rangée supérieure de clous, et les deux montants à tête de lion, tournés vers l'intérieur. Cette même chaise figure, non seulement dans Une jeune fille assoupie et l’Officier et la jeune fille riant, mais aussi dans un tableau de Pieter de Hooch, La Chambre (vers 1658-1660, Staatliche Kunsthalle Karlsruhe).
Une analyse aux rayons X en 1979 et une réflectographie infrarouge en 2009 ont également montré qu'un très grand « tableau dans le tableau » figurant un Cupidon, avait d'abord occupé le mur du fond à droite, avant d'être finalement repeint, à la suite de l'ajout du rideau du premier plan,. Ce même tableau, probablement une œuvre réelle de Caesar van Everdingen aujourd'hui disparue, figure dans trois autres Vermeer : La Leçon de musique interrompue, Une dame debout au virginal et, de façon très partielle, dans l'angle supérieur gauche d’Une jeune fille assoupie.
En 2020, une restauration du tableau redonne à voir le tableau de Cupidon. Elle progresse au rythme moyen d'un cm² par jour.

La tableau représentant Cupidon
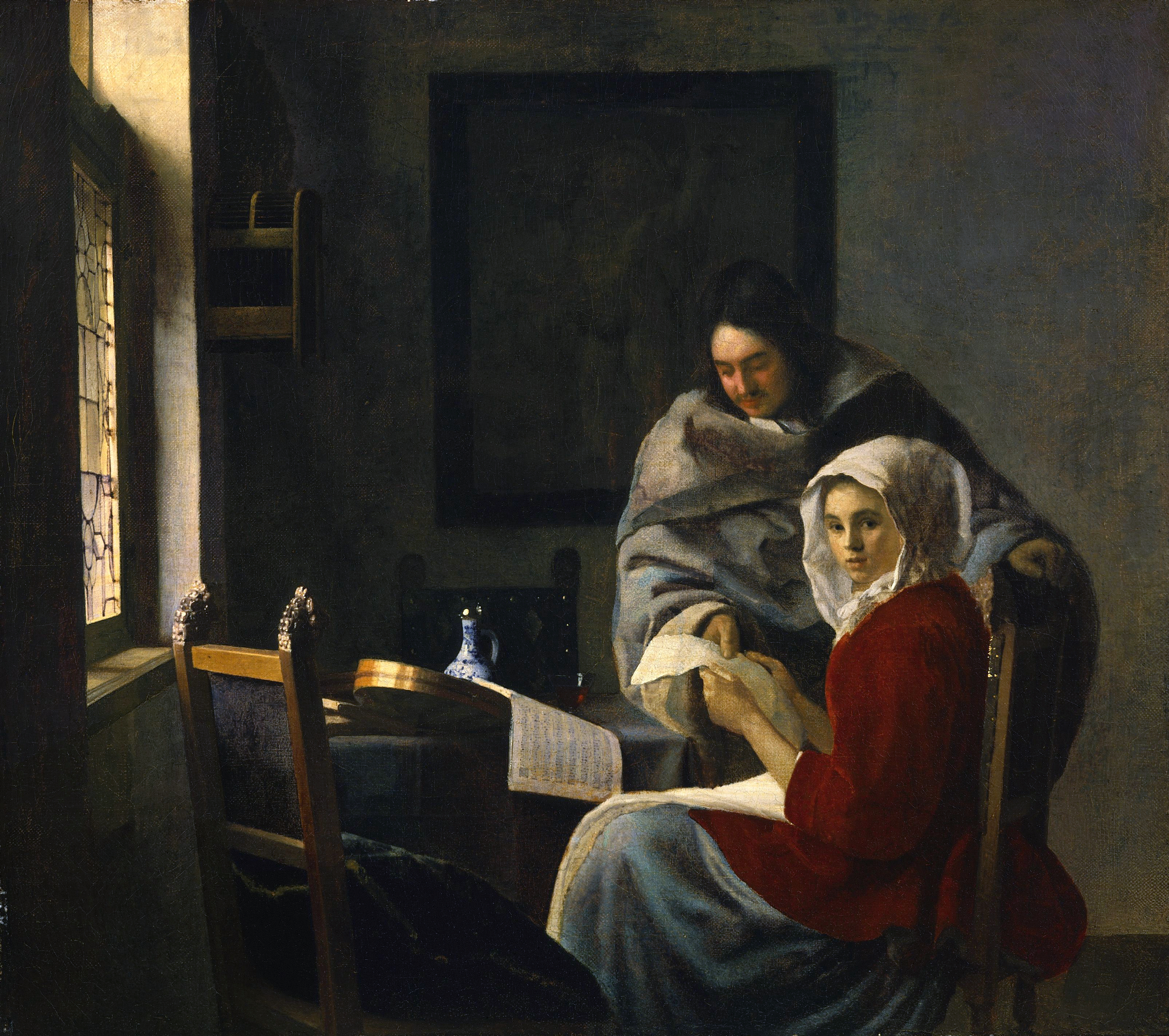
La Leçon de musique interrompue, vers 1658-1661, 39,4 × 44,5 cm, New York, The Frick Collection.
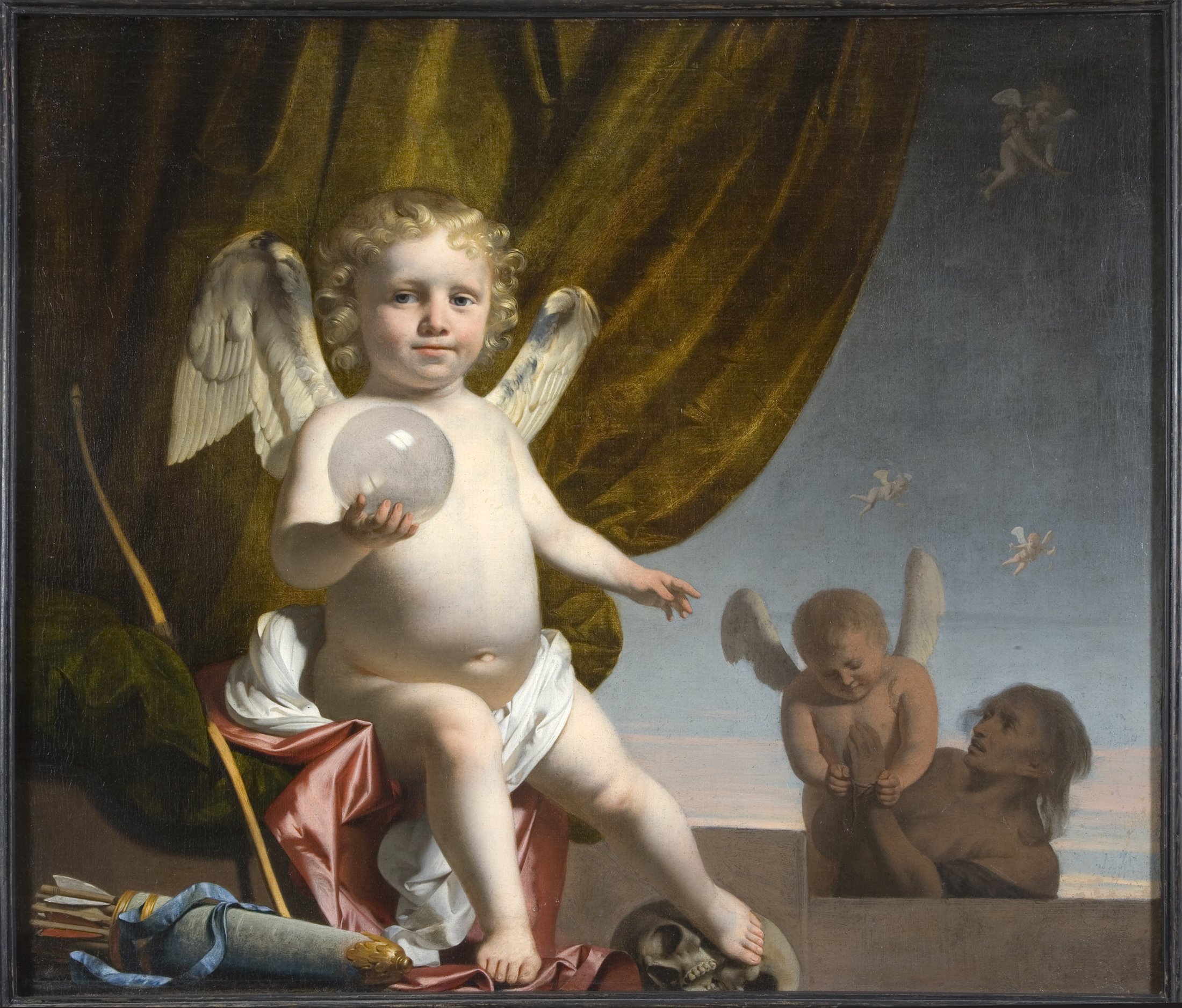
Caesar van Everdingen, Cupidon à la boule de verre, 88,5 × 102,5 cm, collection particulière.
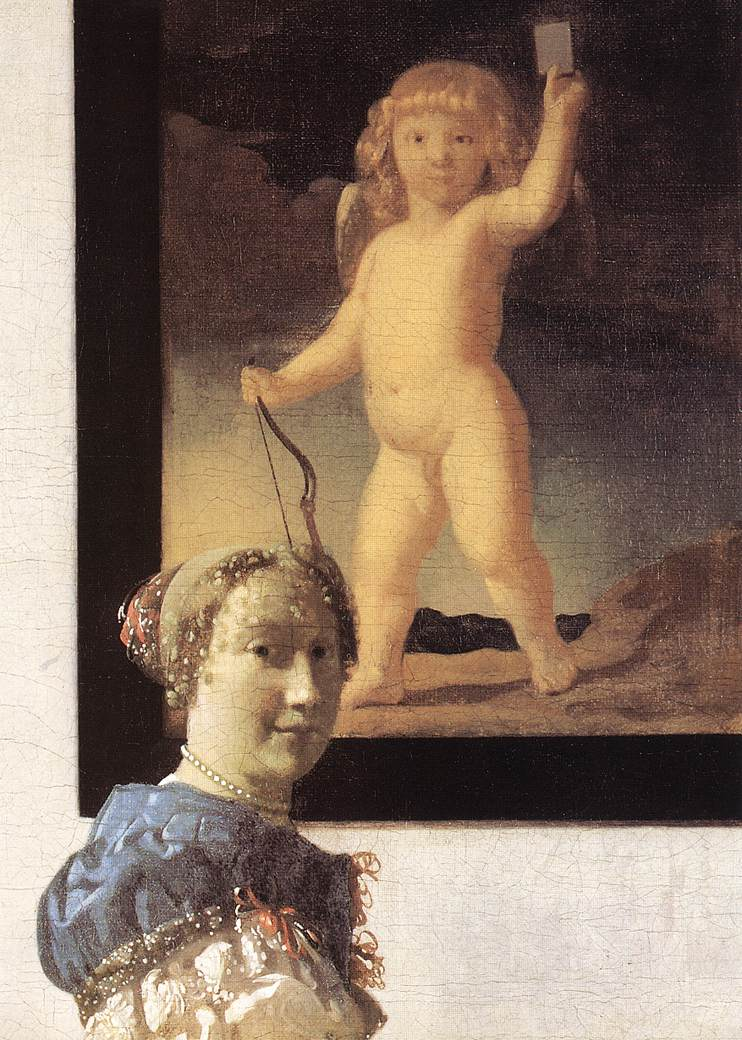
Détail de la Femme debout au virginal, vers 1670-1673, Washington, National Gallery.

### La jeune femme
La jeune femme de profil est absorbée dans la lecture de la lettre qu'elle tient des deux mains, et dont le contenu n'est accessible qu'à elle-même. Elle est placée au milieu exact de la composition. Le centre géométrique du tableau se situe en outre juste au-dessus de son oreille, ce qui donne l'impression d'une toile très étirée en hauteur, et dans laquelle le sujet principal occupe finalement peu de place. Mais c'est surtout cette lettre, sur laquelle frappe la lumière de la fenêtre, qui attire l'attention immédiate du spectateur. Elle lui est en effet désignée par le regard de la jeune femme dédoublé par celui du reflet dans la vitre, par la position de la chaise dans l'angle de la pièce, tournée vers elle, mais aussi par l'arc de cercle de la manche, « clé de voûte de l'essentiel de la composition ».

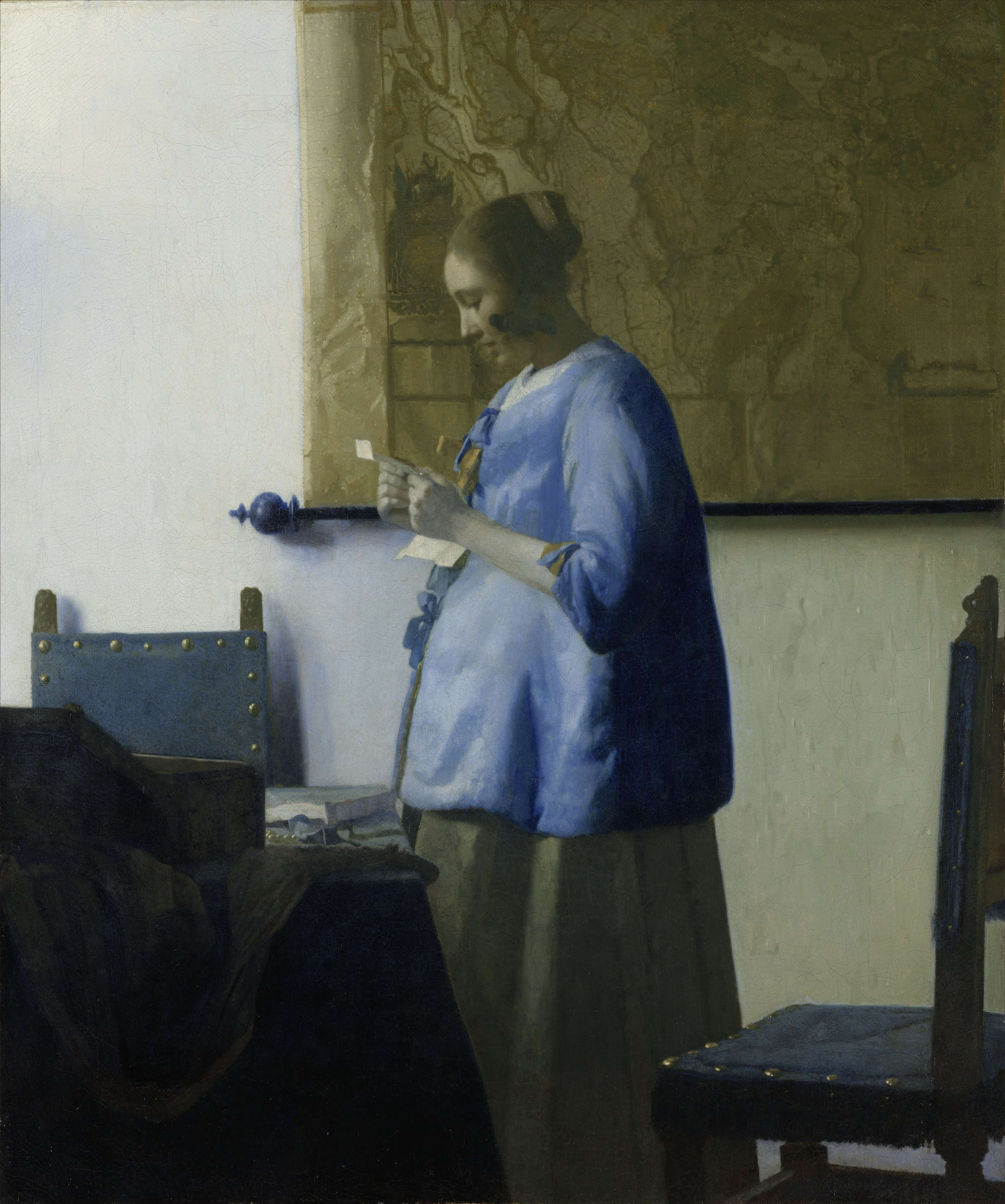
La Femme en bleu lisant une lettre, vers 1662-1665,, Rijksmuseum Amsterdam.

Ses cheveux tirés en arrière, et maintenus par un ruban en un chignon, découvrent un front très large, alors qu'un cascade de cheveux bouclés tombe sur sa tempe jusque sur son col de fourrure blanche. Elle porte une élégante veste de satin jaune décorée de bandes noires, identique à celle de la jeune fille de face dans l’Officier et la jeune fille riant et à celle de la femme de dos dans La Leçon de musique. Son habit est complété par une jupe noire évasée, masquée à mi-cuisse par la table du premier plan. Dans un premier temps, le col de fourrure blanche était plus fourni encore, comme le prouvent les radiographies, ainsi que le reflet dans la vitre qui n'a pas été modifié en conséquence.
Vermeer présente la jeune femme dans une occupation immobile, les yeux baissés — ce qui masque la seule partie de son corps susceptible de bouger. Ce choix ajoute au réalisme du tableau, forcément fixe, et procure une véritable impression de « vie sans le mouvement »», supérieure en cela aux poses figées des personnages de Pieter de Hooch.
Comme dans La Femme en bleu lisant une lettre, on a souvent voulu voir dans le modèle utilisé par Vermeer sa propre épouse, Catharina Bolnes. Cette hypothèse purement théorique ne repose cependant sur aucune preuve tangible, et n'influe guère sur le sens du tableau.

## Technique et interprétation

### La jeune femme à la lettre et les scènes de genre néerlandaises
Le sujet adopté par Vermeer, une jeune femme (« juffrouw » en néerlandais) séduisante, rêveuse, présentée dans son intimité, s'inspire des scènes de genre développées à la même période par ses contemporains, par exemple Gerard ter Borch, avec La Jeune Femme à sa toilette avec une domestique (vers 1650-1651, 47,6 × 34,6 cm, New York, Metropolitan Museum of Art). Le motif de la lettre, largement représenté dans la peinture de l'époque, suffit en outre à identifier la nature amoureuse de la scène, et à reconstituer la narration : la jeune femme vient de recevoir une lettre, et s'est avancée vers la lumière pour pouvoir la lire plus commodément, en consacrant toutes ses pensées à l'homme qu'elle aime.
Vermeer cependant épure la scène en se concentrant sur la jeune femme seule, saisie en train de lire : aucun indice ne permet donc d'assurer l'identité exacte de l'expéditeur, ni de déduire les conditions de réception, et d'ouverture du pli.

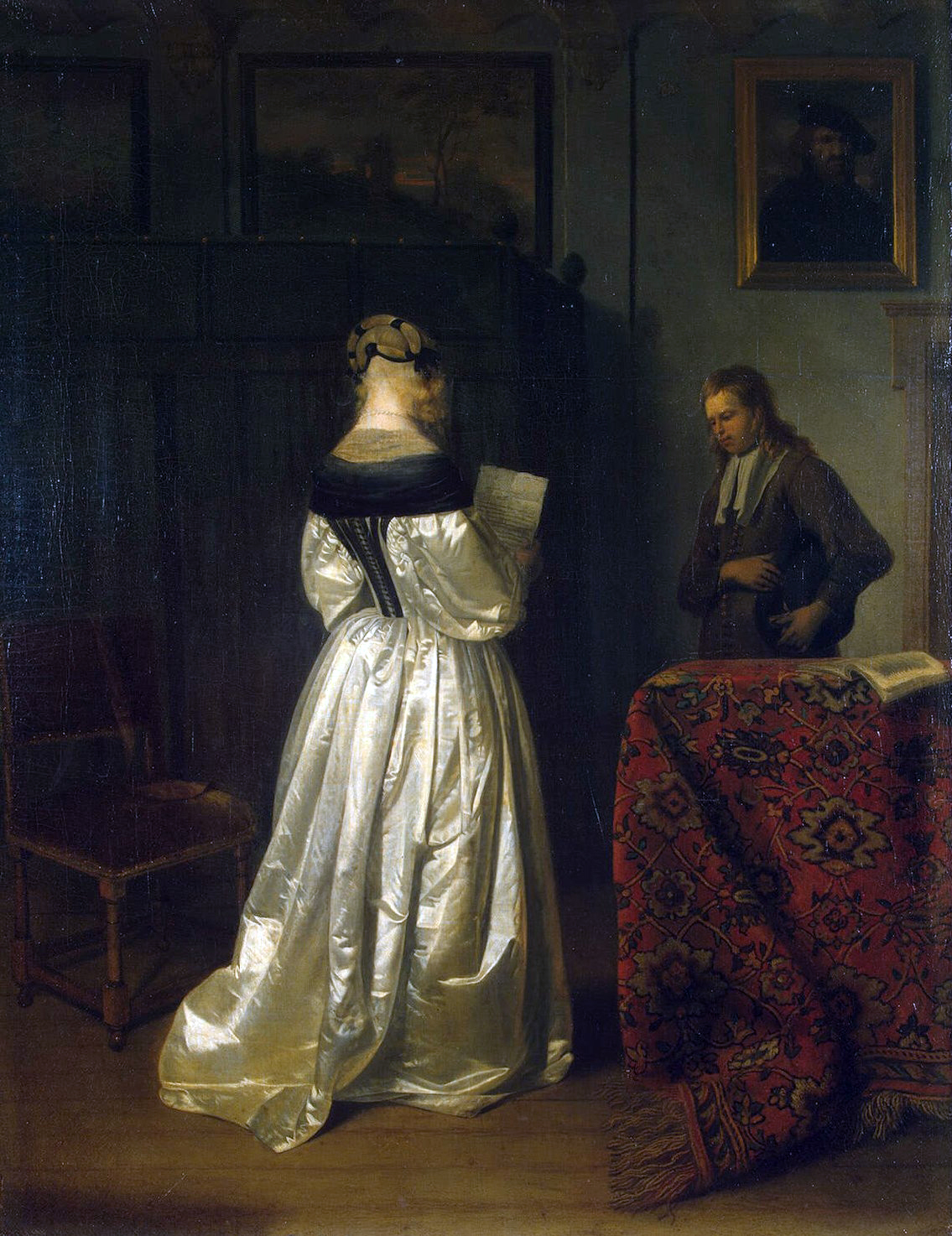
Gerard ter Borch, Le Messager, 70 × 54 cm, Saint-Pétersbourg, musée de l'Ermitage.
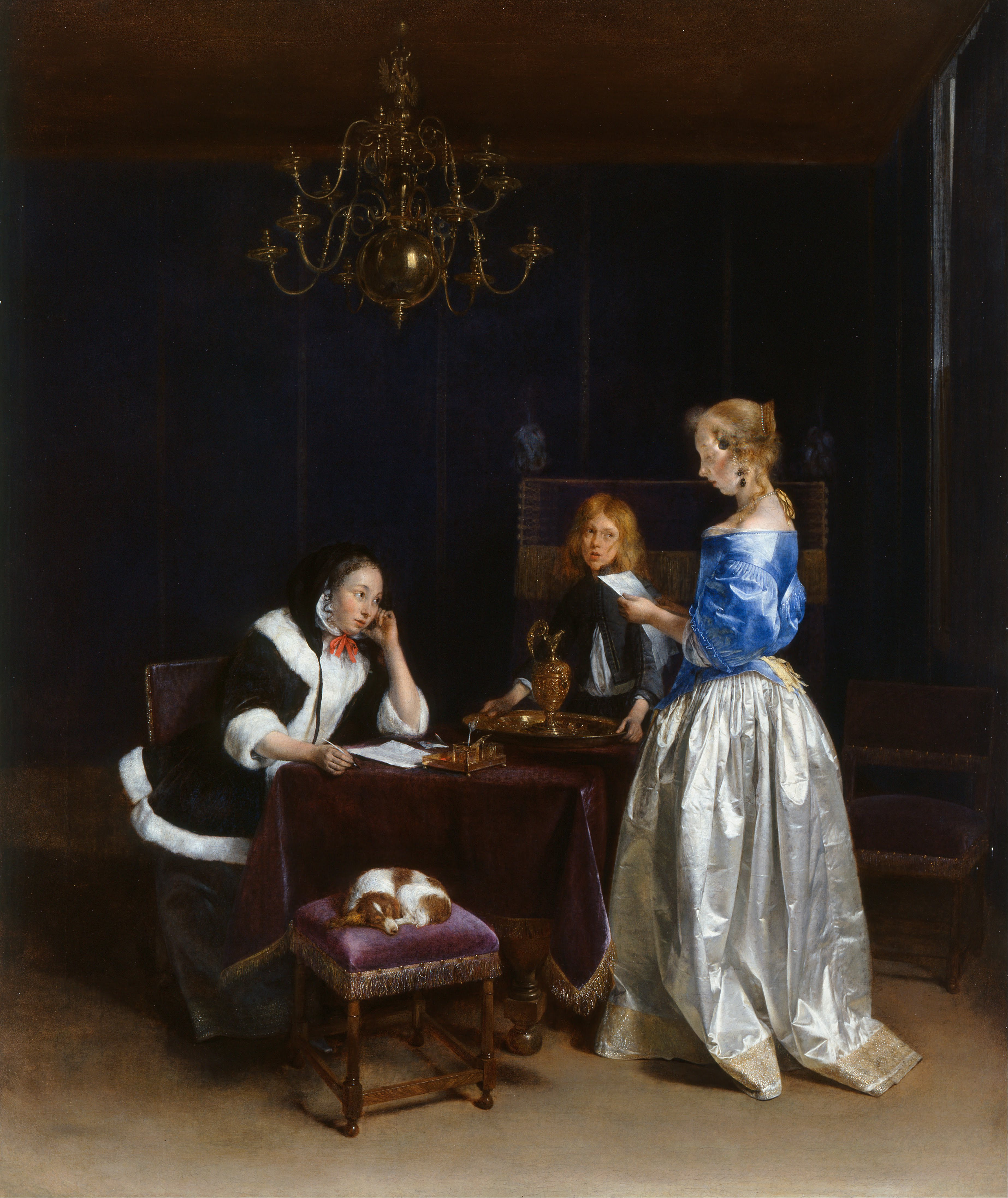
Gerard ter Borch, La Lettre, vers 1660-1665, 81,9 × 68,2 cm, Londres, Royal Collection.

### La dynamique entre intériorité et extériorité
En représentant une scène d'intérieur, Vermeer instaure cependant une relation dynamique, et ambivalente, entre l'espace du dedans et celui du dehors. L'intériorité, en effet, est figurée au sens propre par le choix du lieu, et par la réduction du sujet à un personnage unique placé au centre de la toile. L'impression de solitude, d'intimité de la jeune femme est renforcée par les verticales de la composition, qui l'enserrent entre le cadre de la fenêtre à gauche et le rideau à droite, et attirent dans un premier temps le regard vers le haut, vers le mur vide. L'extérieur en revanche n'est pas représenté, mais seulement suggéré par le biais de deux objets « relais » : la fenêtre ouverte qui laisse entrer la lumière naturelle — sans laisser voir au spectateur le paysage sur lequel elle s'ouvre, et la lettre — qui suppose l'existence de son rédacteur en même temps qu'elle figure son absence au moment de la lecture.
Le resserrement intérieur de la composition renvoie donc, par métaphore, à l'intériorité psychologique de la jeune femme, qui concentre les interrogations du spectateur, mais à laquelle ce dernier n'a pas explicitement accès, dans la mesure où le contenu exact de la lettre comme des pensées de la lectrice ne lui est pas dévoilé, et peut au mieux donner lieu à des suppositions. Le jeune âge de la femme pourrait ainsi évoquer l'éveil aux émois amoureux, à moins qu'il ne s'agisse d'une femme mariée, auquel cas la correspondance épistolaire pourrait tout aussi bien être celle entretenue avec le mari absent, et lointain — Timothy Brook l'imagine, en référence à la coupe de porcelaine chinoise, en train de commercer aux Indes orientales néerlandaises — que celle, secrète et interdite, avec un amant. Le motif de la fenêtre ouverte figurerait ainsi la volonté de la jeune femme de s'échapper de l'espace restreint, confiné, que la société lui réserve, pour s'ouvrir vers le dehors, tant l'espace réel situé au-delà de la fenêtre que l'espace du désir et de l'amour désigné par la lettre.

### Le symbolisme de la nature morte

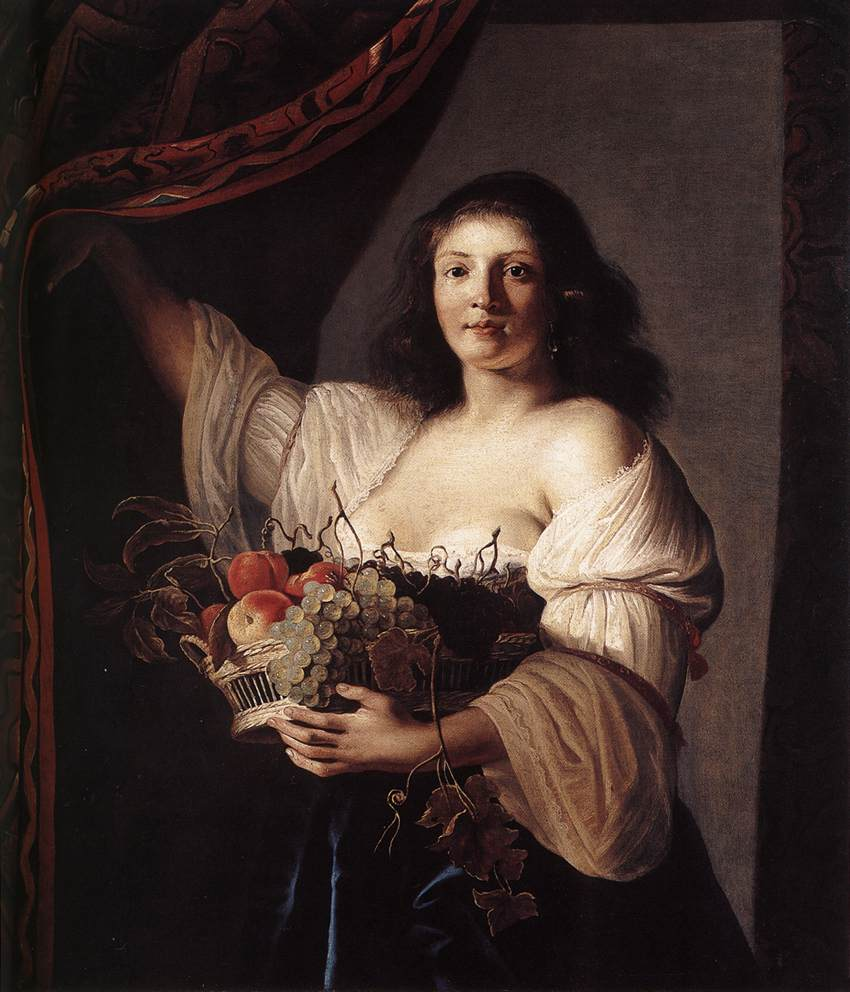
Christiaen van Couwenbergh, Femme avec une corbeille de fruits, 1642,, Göttingen, Gemäldesammlung der Universität.

Dans ces conditions, la nature morte du premier plan a pu être considérée comme une confirmation, ou du moins une indication de la nature des pensées de la jeune femme. Le parallèle entre les deux est en effet souligné par la composition : le visage est à la verticale de la coupe sur la table, et les avant-bras parallèles à la coupe, posée de biais sur le tapis froissé. L'assimilation des charmes d'une jeune femme à des fruits mûrs n'est pas sans précédent dans la peinture néerlandaise, comme en témoignent une toile de Christiaen van Couwenbergh (Femme avec une corbeille de fruits), même si le symbolisme de Vermeer est ici bien plus pudique et discret.
Le fruit coupé du premier plan serait une invitation à goûter les charmes de la jeune femme, et la forme d'une pêche placée dans la corbeille a pu être considérée comme d'une « féminité manifeste ». Le désordre des fruits qui débordent de la coupe pour s'étaler sur la table a parfois été lu comme une métaphore du désordre amoureux de la jeune femme, par opposition à son calme apparent, et Norbert Schneider n'a pas hésité à voir dans les pommes et les pêches (ou « malum persicum » en latin) une allusion au péché d'Ève, confirmant l'idée d'une relation adultère, qu'elle soit entretenue par la correspondance épistolaire, ou seulement désirée par la jeune femme.

### Une intimité partiellement dérobée
L'interprétation symbolique ne doit cependant pas faire oublier une évidence : c'est que le tableau ne donne pas le contenu de la lettre. Et si la révélation aux rayons X de la présence d'un imposant tableau dans le tableau représentant Cupidon sur le mur du fond à droite confirme la nature amoureuse de la scène, cet indice d'interprétation trop explicite a été volontairement recouvert par Vermeer. L'intimité de la jeune femme est donc, paradoxalement, à la fois offerte au regard, comme sujet de la toile, et rendu inaccessible : car l'accès à l'espace privé est interdit par la table barrant le premier plan — comme souvent chez Vermeer — et cette mise à distance est confirmée par le rideau qui, tiré, dévoile, mais dont la fonction première reste de protéger des regards. Cette impression d'« intimité dérobée » est aussi désignée par la position du point de fuite, qui, indiquant la position théorique du spectateur en face de la toile, place celui-ci justement devant ce tableau dans le tableau finalement occulté, à la limite gauche du rideau, pour ne lui révéler, in fine, qu'une absence.
Ne resterait sur la toile que l'espace de la rêverie, celle de la jeune femme déréalisée par son propre reflet dans la vitre, et que prolongerait celle du spectateur projetant ses propres sentiments sur le personnage.

### Le traitement de la lumière
Le traitement de la lumière annonce la manière caractéristique de Vermeer. Le choix d'une lumière naturelle, forcément variable, qui plus est dans un pays au temps changeant, fait saisir au peintre d'intérieur la brièveté d'un instant.
Les jeux d'ombres et de lumières sont précisément rendus, par exemple sur l'encadrement et le châssis de bois de la fenêtre, vraisemblablement copiés d'après nature. L'ombre de la même fenêtre sur le mur blanc est en revanche « étonnamment uniforme », et ne tient pas compte de la translucidité des carreaux de verre.
Mais le plus remarquable reste la technique en « pointillés » pour les zones les plus éclairées, ce qui a fait supposer à de nombreux historiens d'art l'adoption d'un dispositif optique mécanique utilisant une double lentille concave montée dans une camera obscura. Vermeer enregistre en effet un phénomène optique qui fait percevoir des taches lumineuses sur les zones frappées par le soleil, en déposant à ces endroits de minuscules gouttelettes de peinture plus claires. Ceci se retrouve notamment sur la nature morte et les cheveux blonds de la jeune femme, sur les plis du rideau, sa bordure et ses franges, sa tringle et ses anneaux.
Walter Liedtke fait en outre remarquer la virtuosité du peintre dans le rendu des textures : à la lumière, la fourrure du col de la jeune femme prend un aspect laineux qui devient lissé dans l'ombre.

### L'amour déçu
Le masque au pied de Cupidon et la corbeille de fruits renversée peuvent faire penser que la lettre du tableau est une lettre de rupture.

### La Liseuse à la fenêtre et la mondialisation naissante
La jatte de porcelaine sous les fruits est chinoise. « Dix ou vingt ans plus tôt, la vaisselle chinoise apparaît  rarement dans les peintures hollandaises, dix ou vingt ans plus tard on en trouve partout ». Le tapis est turc.

## Place du tableau dans l'œuvre de Vermeer

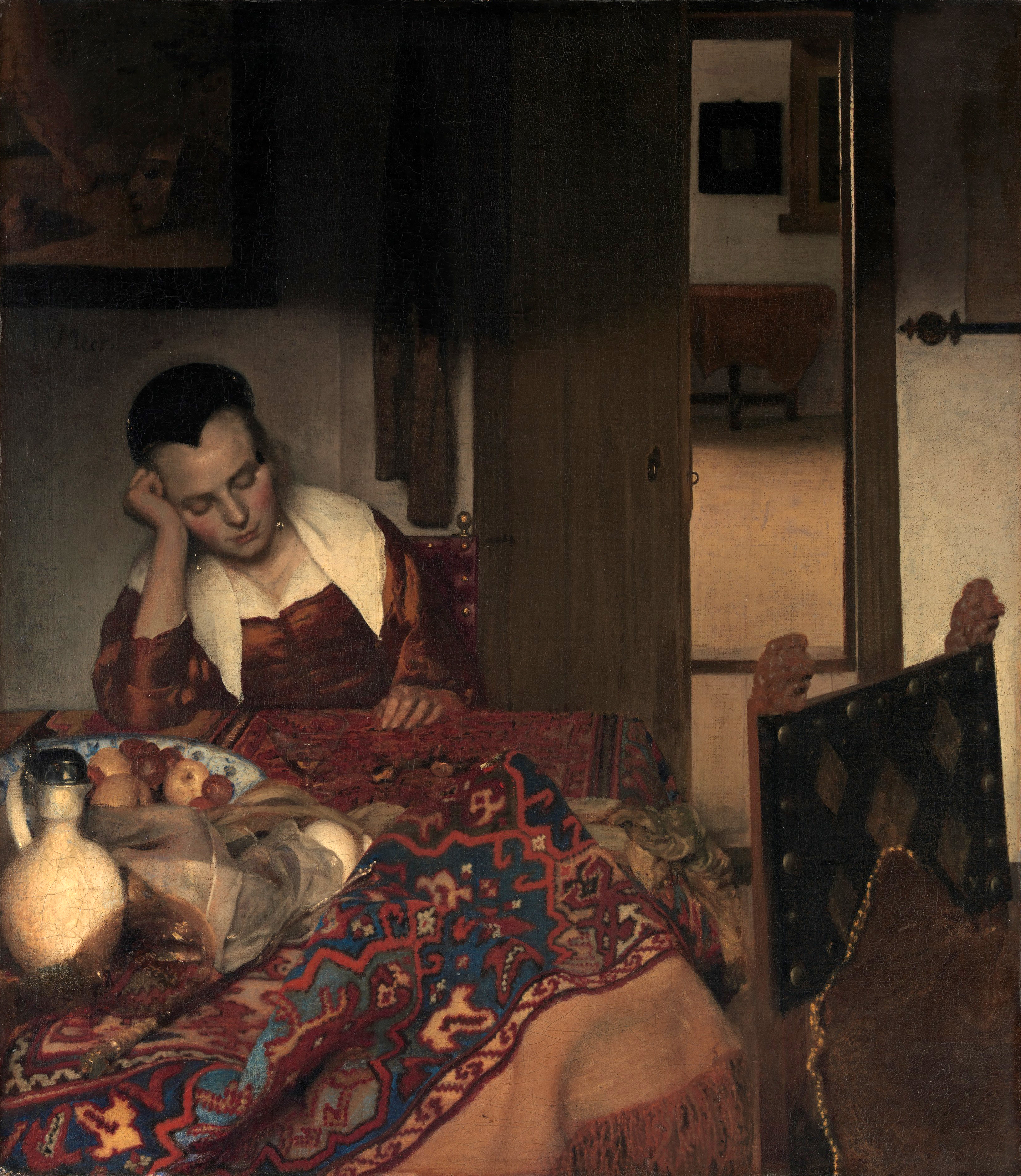
Une jeune fille assoupie,, New York, The Metropolitan Museum of Art.

Le tableau a été réalisé, selon les experts, entre 1657 et 1659, et est à ce titre tenue comme une œuvre de transition dans la carrière de Vermeer.
Les rapprochements avec Une jeune fille assoupie, considéré comme légèrement antérieur, sont en effet nombreux. On trouve dans les deux toiles les mêmes objets (la coupe de fruits, le tapis d'orient, la chaise, le römer, cependant effacé dans La Liseuse à la fenêtre), le même dispositif avec repoussoirs au premier plan (la table et le rideau), le même format en hauteur (plus étroit cependant dans La Liseuse à la fenêtre)). Le tableau inaugure ainsi ce que Daniel Arasse nomme le « lieu Vermeer », à savoir un intérieur présentant un premier plan qui protège le personnage féminin de toute communication directe, et qui dévoile une intimité en même temps qu'elle met celle-ci à distance.
La Liseuse à la fenêtre appartient en outre, avec L'Officier et la Jeune Fille riant, La Laitière et Le Verre de vin, à un groupe de quatre toiles réalisées de façon vraisemblable aux alentours de 1658, et dont la facture nouvelle évoque Pieter de Hooch. Chacune d'entre elles présente, dans un même angle de pièce avec éclairage par la gauche, un nombre réduit de personnages « quasi palpables dans un local où la lumière entre à flots ».

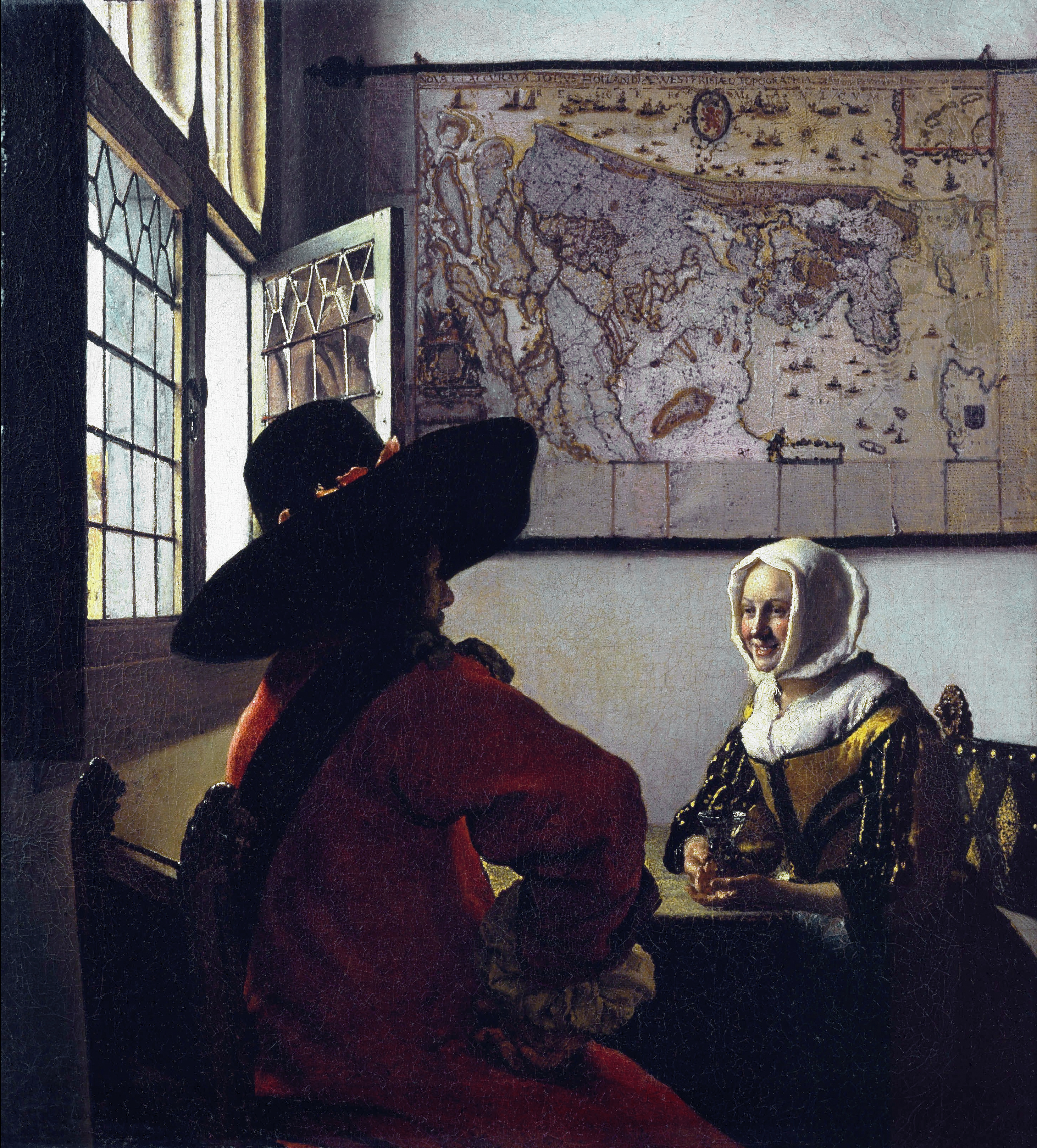
L'Officier et la jeune fille riant, 50,48 × 46,04 cm, New York, The Frick Collection.
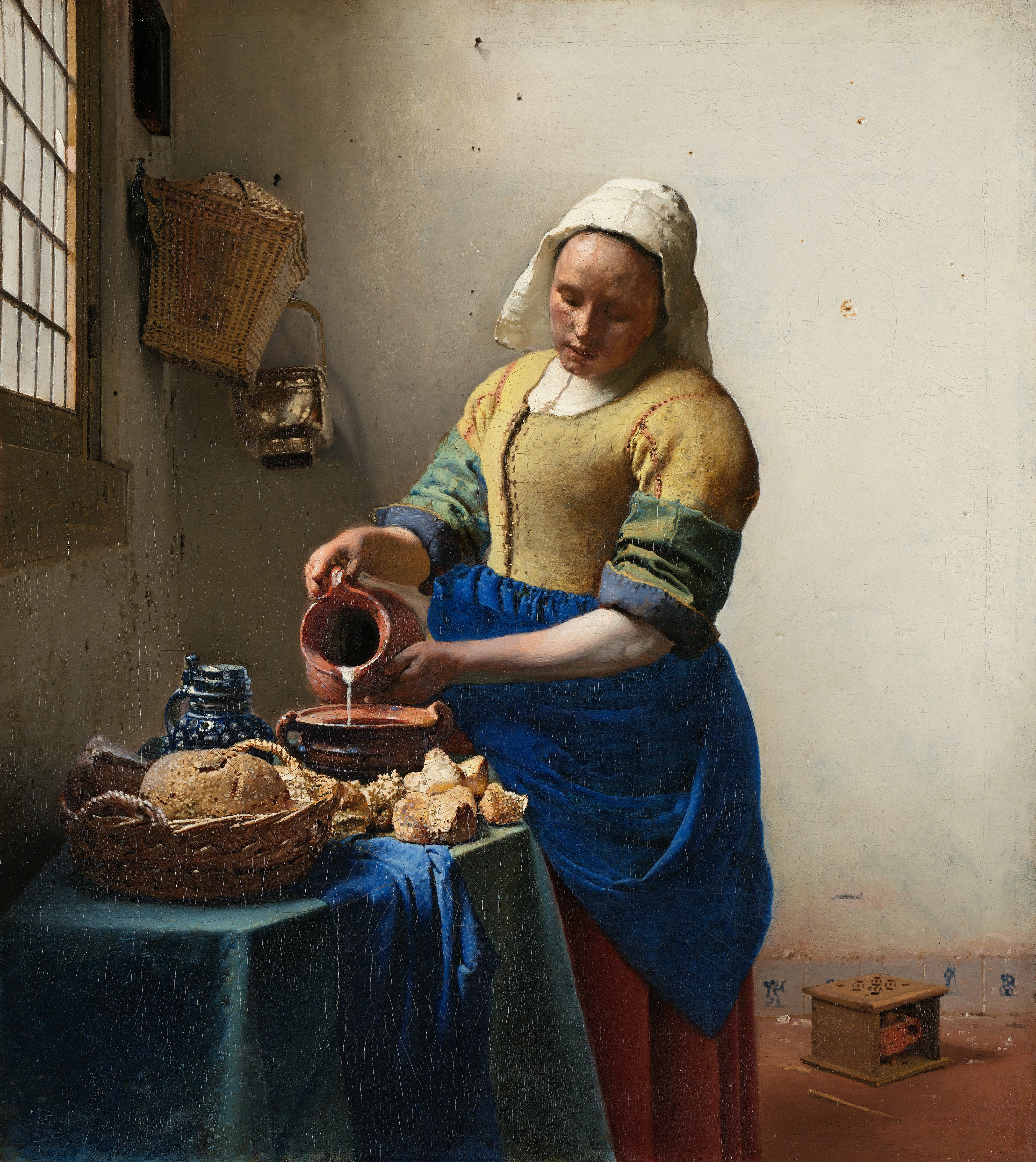
La Laitière, 45,45 × 40,6 cm, Amsterdam, Rijksmuseum.
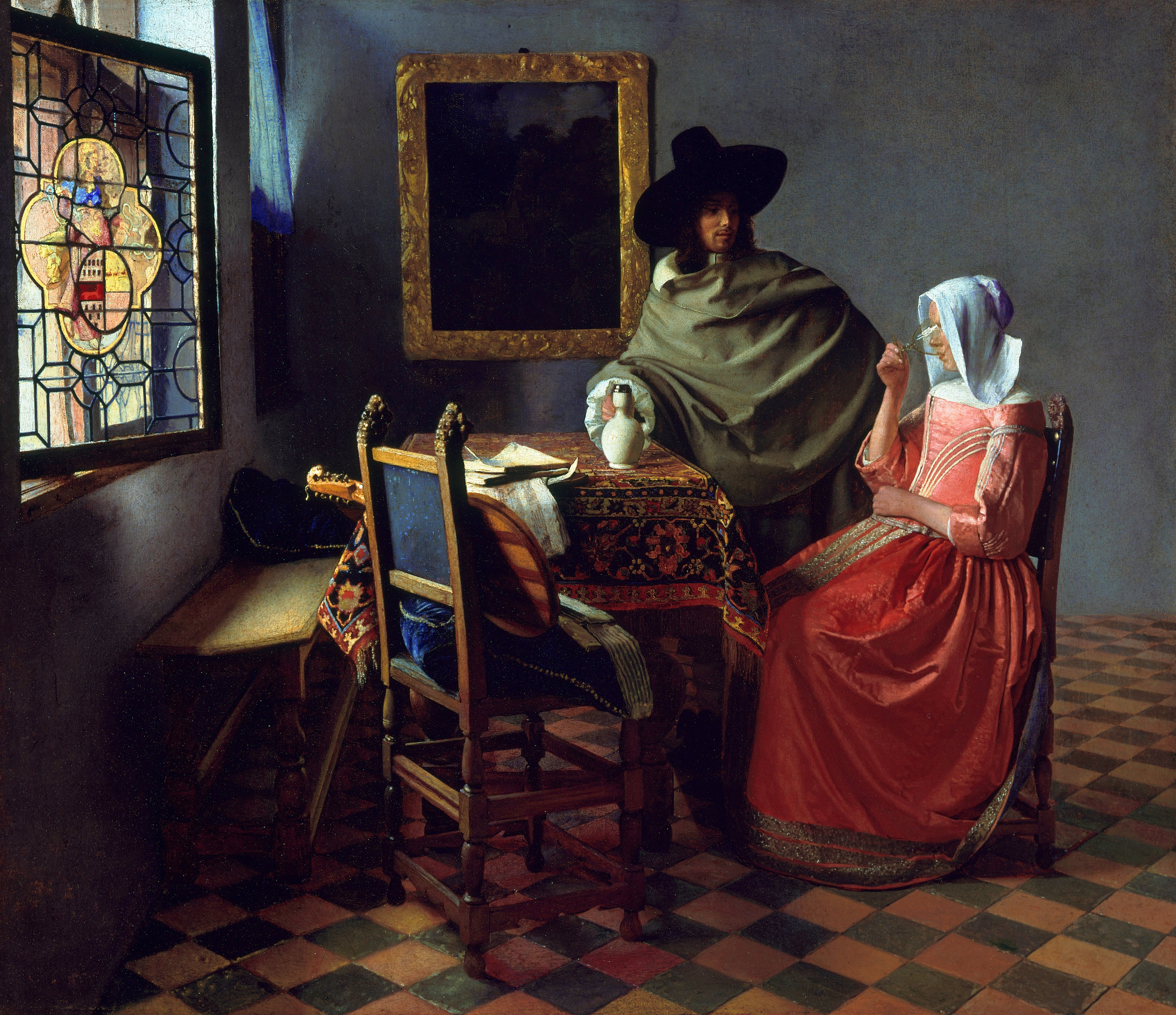
Le Verre de vin, 65 × 77 cm, Berlin, Gemäldegalerie.

## Historique et attributions successives
Le commanditaire de l'œuvre, s'il y en a un, n'est pas connu. La plus ancienne mention écrite du tableau pourrait dater de la vente Pieter van der Lip tenue à Amsterdam le 14 juin 1712 : « Une femme lisant dans une pièce, de vander Meer de Delft », mais il est impossible de savoir si cette description fait référence à La Liseuse à la fenêtre ou à La Femme en bleu lisant une lettre, actuellement exposée au Rijksmuseum d'Amsterdam.
Le tableau, tenu pour un Rembrandt, est acquis en 1742 à Paris pour Auguste III, prince électeur de Saxe et roi de Pologne. Cette attribution est confirmée en 1754, puis nuancée par la suite en « école de Rembrandt ». Une gravure de 1783 en fait d'ailleurs l'œuvre de Govaert Flinck. Le nom de « Van der Meer de Delft » apparaît pour la première fois en 1806, mais reste en concurrence avec celui de Flinck, avant que les deux soient remplacés, entre 1826 et 1860, par celui de Pieter de Hooch.
En 1858, le tableau est de nouveau mentionné comme de la main de « van der Meer de Delft » par l'historien d'art allemand Gustav Friedrich Waagen. Le critique et journaliste français Théophile Thoré-Burger, qui recense alors l'ensemble de l'œuvre du peintre de Delft, se déplace à Dresde l'année suivante, et confirme oralement cette attribution. Il reçoit peu après un mot du conservateur du musée de Dresde Julius Hübner, qui lui affirme avoir trouvé une trace de signature sur la toile. L'attribution est définitivement établie dans le catalogue du musée de 1862, et n'a jamais été démentie depuis. Dans son catalogue général de l'œuvre de Vermeer paru dans la Gazette des beaux-arts en 1866, Thoré-Burger donne au tableau le no 31, ainsi que le nom de La Liseuse, qu'il a conservé en français.
La Liseuse à la fenêtre a fait partie des œuvres d'art stockées dans un tunnel en Saxe pour échapper au bombardement de Dresde en février 1945, à la fin de la Seconde Guerre mondiale. Découvertes par l'Armée rouge, celles-ci ont été saisies et discrètement ramenées à Moscou. Si cet acte a été présenté par les Soviétiques comme un sauvetage, il a pu être considéré par d'autres comme un pillage de guerre. Toujours est-il qu'après la mort de Joseph Staline, le nouveau gouvernement de l'URSS décide en 1955 de restituer ces œuvres à l'Allemagne de l'Est, « dans le but de renforcer et de favoriser les progrès de l'amitié entre les peuples soviétiques et allemands » (selon les mots de la résolution officielle du Conseil des ministres de l'URSS). Ce geste ne fait cependant pas l'unanimité en Union soviétique, non seulement parmi les historiens d'art et conservateurs de musées du pays, mais aussi parmi ceux qui considéraient ces « prises de guerre » comme une compensation due au titre de dédommagements de la part de l'Allemagne nazie. Le ministre de la Culture Nikolaï Mikhaïlov propose même au Comité central de demander aux Allemands, « à titre de reconnaissance, pour avoir sauvé et rendu des trésors mondialement reconnus du Musée de Dresde », de faire don à l'URSS de deux toiles majeures, la Liseuse à la fenêtre et la Vénus endormie de Giorgione. L'idée est écartée, et les deux tableaux, en très bon état de conservation, sont restitués avec les autres œuvres.
La Liseuse est donc, depuis 1955, exposée à la Gemäldegalerie Alte Meister de Dresde. À l'occasion d'une exposition consacrée au « Premier Vermeer » (« Der frühe Vermeer ») du 3 septembre au 28 novembre 2010, le musée de Dresde a minutieusement reconstitué l'espace du tableau pour présenter, côte à côte, le modèle réel et l'œuvre.

## Postérité de l'œuvre
Le tableau de Vermeer a donné lieu à une réinterprétation contemporaine engagée par le photographe britannique Tom Hunter (en) (Femme lisant un avis d'expulsion, 1997, 152 × 122 cm).